# Hải Lâm
Hải Lâm là một xã thuộc huyện Hải Lăng, tỉnh Quảng Trị, Việt Nam. Là xã có diện tích lớn nhất huyện, có cao tốc Cam Lộ - La Sơn, quốc lộ 1A và đường sắt Bắc - Nam đi qua. Định hướng đến năm 2040, xã Hải Lâm là một xã thuộc thị xã Hải Lăng
Xã Hải Lâm có diện tích 82,714 km², dân số năm 2021 là 4.495 người, mật độ dân số đạt 54 người/km².

## Hành chính
Xã Hải Lâm được chia thành 5 thôn: Mai Đàn, Tân Phước, Thượng Nguyên, Trường Phước, Xuân Lâm.
Lưu ý: thôn Tân Chính đã nhập vào thôn Tân Phước và thôn Thượng Nguyên